# أتير توماس
أتير توماس لاعب كرة قدم جنوب سوداني ويلعب مدافع .
لعب في أندية الموردة والهلال والأهلي في السودان ونادي الفحيحيل الكويتي ووقع مع العروبة السعودي عام 2017 ولكن تم إلغاء عقده ووقع مع النهضة في نفس الموسم.
مثل منتخب السودان ومنتخب جنوب السودان بعد الانفصال.

## روابط خارجية
- أتير توماس على موقع قاعدة بيانات كرة القدم.إي يو (الإنجليزية)
- أتير توماس على موقع ناشيونال فوتبول تيمز (الإنجليزية)
- أتير توماس على موقع Soccerway.com (الإنجليزية)